# Откриће барута и ватреног оружја
Откриће барута и ватреног оружја (енгл. Historiography of gunpowder and gun transmission), још увек је предмет научног спора. Док је кинеско порекло барута највероватније, о пореклу ватреног оружја постоји више теорија, од којих су најважније кинеска, индијска и европска.

## Откриће барута

### Кинеско порекло
Црни барут је смеша шалитре (75%), сумпора (10%) и самлевеног дрвеног угља (15%). Не може се са сигурношћу рећи где је барут пронађен и када. Арабљани су називали шалитру (калијум-нитрат, KNO4), главни саставни део барута,,,кинески снег" или,,кинеска со", па се на основу тога претпостављало да су Кинези пронашли ту експлозивну смесу и да су је користили још пре нове ере. За ову претпоставку говори и чињеница да се шалитра у Кини и Монголији јавља често у природном стању, што је сасвим ретко у класичном античком свету. Данас се ипак сматра легендом да су Кинези у старом веку познавали експлозивно дејство барута и избацивали запаљиве пројектиле из бамбуских топова. Ако су га имали служио им је само као запаљива материја за ватрене стреле.

### Индијско порекло
Претпоставка која овај изум приписује Индији почива такође на налазиштима шалитре. Тамо се она налази на површини земље, па је било много више прилика за проналажење одговарајуће смесе. Али се ни ова хипотеза не може потврдити историјским сведочанствима. Да су Индијци знали за барут, краљ Каликута не би 1501. тражио од Португалаца тајну његовог справљања. И Персијанци су 1472. тражили у Европи ватрено оружје и муницију, па ни они нису могли бити проналазачи. То нису били ни Арабљани, јер радови њихових алхемичара из XIII века нигде не наводе барут као погонску снагу за избацивање пројектила. Бацачке справе које они помињу су по свој прилици неуробалистичког типа са запаљивим пројектилима који су могли садржати и барут.

### Европско порекло
Марко Грк, византијски писац који је вероватно живео у XIII веку описао је у свом делу састав грчке ватре (чист сумпор, вински талог, туткало, смола, сô, нафта, уље). Марко Грк наводи и другу мешавину за летећу ватру (лат. ignis volans): шалитра, сумпор и угаљ, управо два дела угља, део сумпора и шест делова шалитре, а то је барут. Он објашњава и како се употребљава: у виду ракете или прангије.
Дуго се веровало да је црни барут пронашао немачки монах Бертолд Шварц (schwarz-crno). Из његових биографских података, толико оскудних да многи сумњају у његово постојање, видимо да је умро насилном смрћу у Венецији 1380, не престар, више од пола века пошто су прве ватрене справе већ биле у употреби. Уосталом, у Немачкој се оне појављују касније него у другим земљама западне Европе. Као проналазач барута помиње се и Албертус Магнус, регензбуршки бискуп који је умро 1280. У његовим делима налази се исти рецепт барута који нам је дао Марко Грк (византијски писац из 13. века), али нема никаква доказа да је познавао његову погонску снагу. То исто важи и за Роџера Бејкона (око 1214 - око 1294) у чијим списима се такође налазе рецепти експлозивних смеса. Трагајући за најефикаснијим запаљивим средствима, која је одавно настојао да примени у освајању тврђава, човек је вероватно низом једва приметних усавршавања дошао постепено до смесе назване барутом, можда преко грчке ватре која је тако дуго била позната. Стога нисмо у стању да идентификујемо ни проналазача, ни време, ни место проналаска.

## У историјским изворима
Византиски пиротехничар Марко Грк из XIII века поменут је раније. Пре но што пређемо на западне писце треба навести неке арапске који им претходе. Један арапски аутор који је писао средином X века помиње Књигу о ватри и нафти и како се оне употребљавају у рату. Та књига није сачувана, али је њен садржај сачуван у једном рукопису XIII века, који се приписивао Александру Великом. Битно је у њој отсуство шалитре. Шалитра игра главну улогу тек у мешавини коју наводи Расправа о коњичкој борби и ратним машинама коју је око 1280. написао Неџадин Хасан Алрамах, "по упутству свог оца, свог деде и других чувених мајстора". Он ју је називао баруд и употребљавао као ракету и као запаљиви пројектил који се очигледно баца из балистичких и неуробалистичких направа. Право ватрено оружје које се користи погонском снагом барута наводи се тек у једном рукопису из XIV века, а приписано је Шемседину Мухамеду. То је Мадфаа (у латинском преводу  propulsorium или projectorium), у суштини суд колико дубок толико широк, који се набија барутом, затвара куглом и пали одостраг.
Ако пређемо преко Албертуса Магнуса који је преводио Марка Грка, на Западу најстарији рецепт барута јавља се у Немачкој 1338. Најстарији рукопис који говори о справљању барута, пуњењу оружја и дејству настао је такође у Немачкој средином XIV века, а најстарији опис топа појављује се у Италији 1376. Прелазу XIV и XV века припадају два немачка рукописа у стиху и у прози о пушкама (pixen), ратној опреми, опсадним машинама и пиротехници. Из њих се развило основно дело XV века о пиротехници, завршено око 1425, које је касније допуњавано многобројним додацима. Оно је обухватало све артиљериско знање оног времена и било врло раширено у Немачкој и Француској. Ниједно дело војне књижевности из времена пре појаве штампе није сачувано у толико примерака. Дело обрађује у основи поједине елементе барута, затим, барут сâм у неколико састава, послугу оруђа, пројектиле и неке ватрене справе (ракете,летећу ватру"). Значајно је да је аутору потпуно јасно да се снага барута састоји у његовим гасовима - пара, како их он назива, а не у ватри. Ова књига преведена је са немачког на француски и сачувана под именом Књига о тајнама артиљерије и топова (фр. Le livre du secret de l'artillerie et de canonnerie). Поред наведених дела има и других која се ближе алхемији. Вреди још поменути дело Мартина Мерца Вештина гађања где се овај проблем математички обрађује.
Највише сачуваних дела о артиљерији из 15. века потиче из Немачке. О ручном ватреном оружју се у оно време готово и не пише. У Италији нема у то време посебних пиротехничких или артиљериских дела, само понеки одељак међу општим саставима о техници и ратној вештини. Заслужују да буду поменути Паоло Сантини из друге половине XV века чије дело Здравље душе и тела, намењено браниоцима католичанства, садржи нацрте за пушке и топове; Лампо Бираго у делу Стратегија против Турака (1454-55) говори о ватреном оружју, упоређује га са бацачким справама и долази до закључка да су ове корисније, највише због тога што се пушке и топови споро пуне, па у међувремену излажу њихову послугу удару непријатеља; Валтурио је у свом делу О војним стварима (лат. De re militari, 1460) дао доста цртежа ватреног оружја; зачудо, веровао је да је врло старог порекла. И други италијански војни писци из друге половине XV века помињу ватрено оружје, претежно његову конструктивну страну. Поново морамо поменути Леонарда да Винчија који се бавио готово свим његовим проблемима. Он је оставио цртеже за ексползивне бомбе и пројектиле који јуре по земљи бацајући у све стране снопове ватре или кугле. Он је студирао топове, конструисао машине за њихову израду и решавао проблеме балистике.